# Gerard Way
Gerard Arthur Way (født 9. april 1977 i Summit, New Jersey) er en amerikansk musiker og tegneserieforfatter, som er forsanger og medstifter af alternativ rock-bandet My Chemical Romance.
Hans mor hedder Donna Way, og er italiensk, og hans far, Donald Way, er halvskotsk. Gerards bror, Mikey Way, er bassisten i My Chemical Romance.
Gerard blev den 4. september 2007 gift med Mindless Self Indulgence bassisten Lyn Z, som han også har fået datteren Bandit med i 2009.
Han er blevet et forbillede for mange teenagere overalt i verdenen, hvilket også afspejles i at han bl.a. blev udnævnt til både "Male Of The Year" og "Hero Of The Year" af "Rock Sounds" i december, 2007.

## Barndom
Gerard blev født i Summit, New Jersey, 1977. 3 år senere blev hans yngre bror, Mikey Way, født. Gerard lærte at synge, da han gik i 4. klasse, af hans mormor, Elena Lee Rush. Udover at synge lærte hun ham også at male og optræde. Gennem hele Gerards barndom var Elena en kæmpe inspiration for ham, derfor blev han meget ulykkelig, da hun døde.  
Gerard var gennem barndommen en outsider, der blev ignoreret hele vejen gennem hans skolegang. Samtidig var han meget optaget af spillet "Dungeons And Dragons" og tegneserier. Gerard Way var gennem hele sin barndom overvægtig. Han var og er stadig en dygtig tegner og havde drømme om at blive tegneserie tegner, hvilket han også senere prøvede med projektet "Breakfast Monkey" som dog blev skrottet af Cartoon Network.

## My Chemical Romance
Gerard startede bandet ved at ringe rundt til nogle folk han kendte, han ringede bl.a. til bandets guitarrist, Ray Toro, bandets tidligere trommeslager Matt Pelissier og sin lillebror og bandets bassist, Mikey Way.
Da bandets succes begyndte at tage til, følte Gerard at han var nødt til at være fuld for at kunne leve op til at være på scenen. Udover at være alkoholiker  havde han også et stort pillemisbrug. Han fik det værre og værre for hver dag, til sidst var han tæt på at slå sig selv ihjel. Bandet tog en kort pause for at Gerard kunne få sat en stopper for sine misbrug. Alle var nervøse da de skulle spille efter pausen, for det var første gang de ville spille med en ædru og clean Gerard på scenen, men det gik fint og han har været ædru lige siden.

## " The Umbrella Academy"
Gerard Way fik sin barndomsdrøm opfyldt, da han d. 19 september, 2007 udgav det første afsnit af sin helt egen tegneserie, "The Umbrella Academy". Gerard har skrevet hele serien, mens den er tegnet af Gabriel Bá. Farverne er lagt af Dave Stewart, og coveret er tegnet af James Jean.
Serien handler om gruppen "The Umbrella Academy", der genforenes, da deres fælles adoptivfar, Sir Reginald Hargreeves, dør. Medlemmer blev fjernet fra deres forældre, da de var helt små og blev anbragt hos Sir Reginald Hargreeves, der lærte dem at redde verden med deres superkræfter. Efter hans død fører de hans plan ud i livet, så godt som de kan.